# یاراحمدلی
یاراحمدلی ( ترکی آذربایجانی: Yarəhmədli) یک منطقهٔ مسکونی در جمهوری آرتساخ است که در استان هادروت واقع شده‌است.